# 154ª Brigata meccanizzata
La 154ª Brigata meccanizzata autonoma (in ucraino 154-та окрема механізована бригада?, 154-ta okrema mechanizovana bryhada, unità militare A4962) è un'unità di fanteria meccanizzata delle Forze terrestri ucraine, subordinata al Comando operativo "Sud".

## Storia
La brigata è stata fondata il 13 settembre 2023, venendo ufficialmente annunciata il 1 novembre, ed è formata da soldati coscritti nel corso dell'anno e ufficiali provenienti da altre unità più esperte. Il comando è stato assegnato al colonnello Oleksandr Ščerbina, veterano della guerra del Donbass in congedo, ex comandante del 17º Battaglione della 57ª Brigata motorizzata e successivamente vice comandante dell'intera brigata, rientrato in servizio in seguito allo scoppio dell'invasione russa dell'Ucraina del 2022. I reparti di fanteria della brigata hanno iniziato l'addestramento a dicembre, mentre i carristi hanno ricevuto dei T-62M ex-russi modernizzati. Parte della brigata si è addestrata in Repubblica Ceca durante l'inverno.
All'inizio di agosto 2024 la brigata è stata impiegata al fronte per la prima volta, venendo schierata nella regione di Charkiv. A settembre almeno uno dei battaglioni meccanizzati è stato equipaggiato con i blindati statunitensi M1117, utilizzati durante l'addestramento alle operazioni d'assalto. Ad ottobre l'unità ha preso parte ai combattimenti nei pressi di Kruhljakivka, villaggio sulla sponda orientale del fiume Oskol e obiettivo delle operazioni russe nel settore; intorno al 23 ottobre l'insediamento è stato conquistato e la brigata è stata costretta a ritirarsi verso sud. All'inizio del 2025 la brigata è stata impiegata nel settore di Vovčans'k.

## Struttura
- Comando di brigata[10]
- 1º Battaglione meccanizzato
- 2º Battaglione meccanizzato
- 3º Battaglione meccanizzato
- 1º Battaglione fucilieri
- Battaglione corazzato (T-64BV e T-62M)
- Battaglione sistemi senza pilota "Gremlin"
- Gruppo d'artiglieria (2S1 Gvozdika)
- Battaglione artiglieria missilistica contraerei
- Battaglione genio
- Battaglione manutenzione
- Battaglione logistico
- Compagnia ricognizione
- Compagnia comunicazioni
- Compagnia radar
- Compagnia difesa NBC
- Compagnia medica

## Comandanti
- Colonnello Oleksandr Ščerbina (settembre 2023 - giugno 2025)[11]
- Colonnello Artem Ras'ko (giugno 2025 - in carica)[12]